# Nonionoidea
Nonionoidea, tradicionalmente denominada Nonionacea, es una superfamilia de foraminíferos del suborden Rotaliina y del orden Rotaliida. Su rango cronoestratigráfico abarca desde el Coniaciense (Cretácico superior) hasta la Actualidad.

## Clasificación
Nonionoidea incluye a las siguientes familias:
- Familia Nonionidae
- Familia Spirotectinidae
- Familia Almaenidae